# Крістіна Фусано
Крістіна Фусано (англ. Christina Fusano; нар. 27 листопада 1980) — колишня американська тенісистка.
Найвищу одиночну позицію світового рейтингу — 417 місце досягла 21 лютого, 2005, парну — 84 місце — 4 серпня, 2008 року.
Здобула 1 парний титул.
Найвищим досягненням на турнірах Великого шолома було 2 коло в парному розряді.
Завершила кар'єру 2014 року.

## Фінали турнірів WTA

### Парний розряд: 1 (1 перемога)
| Легенда                 |
| ----------------------- |
| Турніри Великого шолома |
| Tier I                  |
| Tier II                 |
| Tier III, IV & V (1–0)  |

| Результат | Дата     | Турнір                    | Покриття  | Партнерка   | Суперниці                     | Рахунок       |
| --------- | -------- | ------------------------- | --------- | ----------- | ----------------------------- | ------------- |
| Перемога  | Лис 2007 | Tournoi de Québec, Канада | Килим (i) | Ракел Атаво | Стефані Дюбуа Рената Ворачова | 6–2, 7–6(8–6) |

## Фінали ITF

### Парний розряд: 29 (13–16)
| Легенда          |
| ---------------- |
| турніри $100,000 |
| турніри $75,000  |
| турніри $50,000  |
| турніри $25,000  |
| турніри $10,000  |

| Результат | Ранг | Дата              | Турнір                                     | Покриття | Партнерка         | Суперниці                                    | Рахунок            |
| --------- | ---- | ----------------- | ------------------------------------------ | -------- | ----------------- | -------------------------------------------- | ------------------ |
| Поразка   | 1.   | 4 серпня 2002     | ITF Гаррісонсбург, США                     | Тверде   | Марлін Мехія      | Мішелл Дассо Джулі Ротонді                   | 2–6, 6–1, 3–6      |
| Поразка   | 2.   | 13 березня 2005   | ITF Толука, Мексика                        | Тверде   | Лорен Фішер       | Валентіна Кастро Ана Лусія Мільяріні де Леон | 2–6, 6–4, 5–7      |
| Поразка   | 3.   | 24 липня 2005     | Гаммонд (Луїзіана), США                    | Тверде   | Аша Ролле         | Мері Гембейл Келлі Гіндмен                   | 6–2, 3–6, 5–7      |
| Перемога  | 4.   | 23 жовтня 2005    | ITF Х'юстон, США                           | Тверде   | Ракел Атаво       | Анджела Гейнс Бетані Маттек-Сендс            | 6–4, 6–3           |
| Перемога  | 5.   | 5 лютого 2006     | Таупо, Нова Зеландія                       | Тверде   | Лорен Барніков    | Ліенн Бейкер Франческа Любіані               | 6–4, 6–4           |
| Перемога  | 6.   | 28 травня 2006    | Ель-Пасо, США                              | Тверде   | Бо Джонс          | Аманда Краддок Коллін Райллі                 | 3–6, 6–1, 6–2      |
| Перемога  | 7.   | 11 червня 2006    | Гілтон-Гед-Айленд (Південна Кароліна), США | Тверде   | Ракель Копс-Джонс | Енслі Карґілл Джулія Дітті                   | 7–6(8), 6–4        |
| Перемога  | 8.   | 25 червня 2006    | Форт-Верт, США                             | Тверде   | Ніколь Кріз       | Марія-Вікторія Доміна Сторі Твіді-Єйтс       | 2–6, 6–4, 6–1      |
| Перемога  | 9.   | 23 липня 2006     | Гаммонд (Луїзіана), США                    | Тверде   | Ракель Копс-Джонс | Фуда Рьоко Суніта Рао                        | 7–6(7), 4–6, 6–1   |
| Поразка   | 10.  | 24 вересня 2006   | Альбукерке, США                            | Тверде   | Алік Цубанос      | Мілагрос Секера Джулія Дітті                 | 1–6, 4–6           |
| Поразка   | 11.  | 15 жовтня 2006    | Сан-Франциско, США                         | Тверде   | Алік Цубанос      | Лора Гренвілл Карлі Галліксон                | 3–6, 1–6           |
| Поразка   | 12.  | 19 листопада 2006 | Лоренсвілл (Джорджія), США                 | Тверде   | Алік Цубанос      | Ліенн Бейкер Джулія Дітті                    | 6–7(5), 4–6        |
| Поразка   | 13.  | 3 грудня 2006     | Сан-Дієго, США                             | Тверде   | Алік Цубанос      | Івана Абрамович Гана Шромова                 | 4–6, 3–6           |
| Перемога  | 14.  | 18 листопада 2007 | Ла-Квінта (Каліфорнія), США                | Тверде   | Ешлі Гарклроуд    | Анджела Гейнс Машона Вашінгтон               | 6–2, 6–2           |
| Поразка   | 15.  | 13 квітня 2008    | Джексон (Міссісіпі), США                   | Ґрунт    | Міхаела Паштікова | Соледад Есперон Марія Ірігоєн                | 6–1, 3–6 [6–10]    |
| Поразка   | 16.  | 2 серпня 2008     | Ванкувер, Канада                           | Тверде   | Намігата Дзюнрі   | Карлі Галліксон Ніколь Кріз                  | 7–6(4), 1–6 [5–10] |
| Перемога  | 17.  | 16 листопада 2008 | Сан-Дієго, США                             | Тверде   | Алекса Ґлетч      | Анджела Гейнс Машона Вашінгтон               | 6–3, 6–2           |
| Перемога  | 18.  | 14 червня 2009    | Ель-Пасо (Техас), США                      | Тверде   | Шіха Уберой       | Марія Фернанда Алвеш Тетяна Лужанська        | 6–3, 7–5           |
| Поразка   | 19.  | 21 лютого 2010    | Серпрайз (Аризона), США                    | Тверде   | Кортні Негл       | Цзи Чуньмей Сюй Їфань                        | 7–5, 2–6, [5–10]   |
| Поразка   | 20.  | 8 березня 2010    | Гаммонд (Луїзіана), США                    | Тверде   | Кортні Негл       | Чжоу Імяо Сюй Їфань                          | 2–6, 2–6           |
| Поразка   | 21.  | 20 березня 2010   | Форт-Волтон-Біч, США                       | Тверде   | Кортні Негл       | Юганна Ларссон Шанелль Схеперс               | 6–2, 6–7(4) [7–10] |
| Перемога  | 22.  | 9 травня 2010     | Індіан-Гарбор-Біч (Флорида), США           | Ґрунт    | Кортні Негл       | Джулія Дітті Карлі Галліксон                 | 6–3, 7–6           |
| Поразка   | 23.  | 29 травня 2010    | Карсон (Каліфорнія), США                   | Ґрунт    | Кортні Негл       | Ліндсей Лі-Вотерс Меган Мултон-Леві          | 1–6, 2–6           |
| Перемога  | 24.  | 25 липня 2010     | Лексінгтон (Кентуккі), США                 | Тверде   | Бояна Бобушич     | Жаклін Како Сторі Твіді-Єйтс                 | 6–4, 6–2           |
| Перемога  | 25.  | 19 вересня 2010   | Реддінг (Каліфорнія), США                  | Тверде   | Ясмін Шнак        | Кім Ан Нґуєн Єлена Панджич                   | 6–2, 3–6, 10–6     |
| Поразка   | 26.  | 15 січня 2011     | Плантейшен (Флорида), США                  | Ґрунт    | Ясмін Шнак        | Аша Ролле Машона Вашінгтон                   | 4–6, 2–6           |
| Перемога  | 27.  | 5 березня 2011    | Гаммонд (Луїзіана), США                    | Тверде   | Джулія Дітті      | Мервана Югич-Салкич Мелані Саут              | 6–3, 6–3           |
| Поразка   | 28.  | 8 травня 2011     | Індіан-Гарбор-Біч (Флорида), США           | Ґрунт    | Алекса Ґлетч      | Альона Сотникова Ленка Вєнерова              | 4–6, 3–6           |
| Поразка   | 29.  | 28 травня 2011    | ITF Карсон, США                            | Тверде   | Ясмін Шнак        | Александра Мюллер Ейжа Мугаммад              | 2–6, 3–6           |